# Illustreret Folkeblad

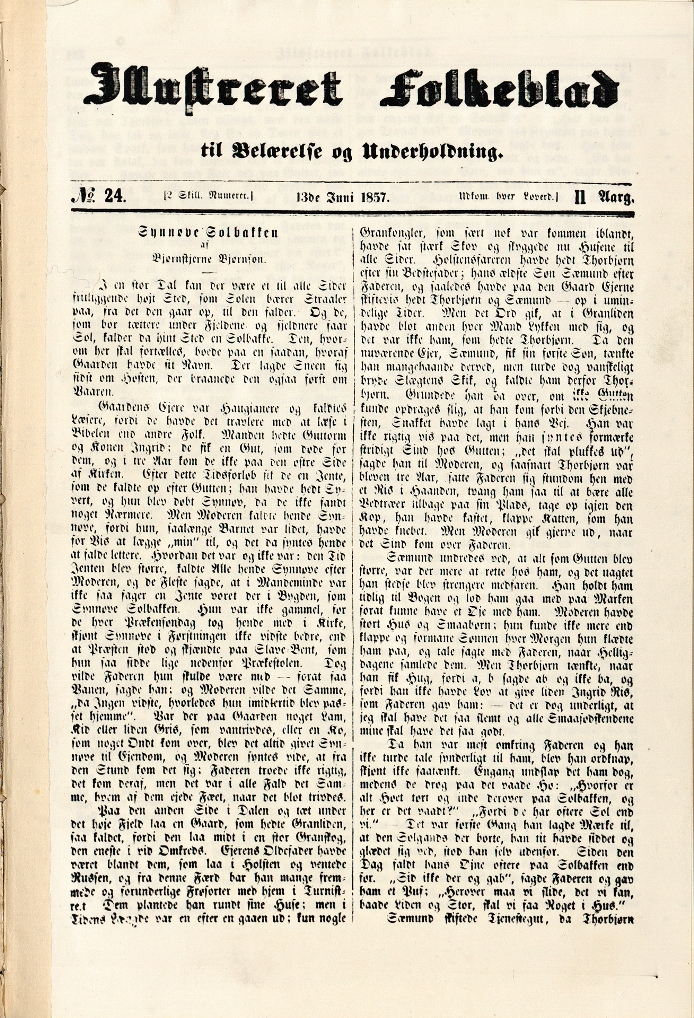
Inledningen till Synnøve Solbakken i Illustreret Folkeblad, 13 juni 1857.

Illustreret Folkeblad var en veckotidning i Norge mellan 1856 och 1858, med undertiteln til Belærelse og Underholdning ("till belärande och underhållning").
Redaktör var Bjørnstjerne Bjørnson, som själv gav ut flera av sina bondeberättelser i tidskriften. Särskilt känd är "Synnøve Solbakken", som trycktes i Folkebladet 1857. Andra Bjørnson-berättelser som först utgavs i Illustreret Folkeblad är "Aanum, en Fortælling", "Et farligt frieri", "Om Dands, Sang, Kortspil, Felespil og anden Morskab", "Ole Stormoen, Fortælling" och "En munter Mand, Fortælling" (ofullbordad).

### Fotnoter
1. ↑  Jens Braage Halvorsen: «Bjørnson, Bjørnstjerne». Norsk Forfatter-Lexikon 1814-1880, del 1, s. 326. Kristiania 1885.